# Oasis (álbum)
Oasis es el cuarto álbum de estudio del cantante colombiano J Balvin y segundo álbum de estudio del cantante puertorriqueño Bad Bunny.
El álbum abarca desde el reguetón al trap latino e incluye leves pinceladas de folclore latino y Jazz, presenta ocho canciones. Asimismo, es el primer álbum colaborativo entre J Balvin y Bad Bunny, siendo que ya antes trabajaron juntos en diversas canciones como: «Si tu novio te deja sola» y «I Like It» junto a Cardi B. Además, todos los videoclips del álbum fueron dirigidos por Colin Tilley.
Dentro del álbum, se desprenden algunos sencillos como: «Qué pretendes», «La canción», «Un peso» y «Yo le llego» entre otros. En este álbum, están incluidas las participaciones de Marciano Cantero y Mr. Eazi.
La portada del álbum "Oasis" de J Balvin fue diseñada por los artistas venezolanos Luis Albornoz y Karen Guevara. Reconocidos por su estilo distintivo en la técnica 3D, Albornoz y Guevara aportaron una dimensión visual única al proyecto.
El diseño gráfico de la portada refleja el alcance global del reggaetón, destacando cómo este género musical sirve como un oasis de frescura y esperanza en medio de un mundo conflictivo. Los elementos visuales empleados por los artistas combinan colores vibrantes y formas dinámicas, creando una imagen que encapsula tanto la energía del reggaetón como su capacidad para conectar y trascender fronteras culturales.
Además, la portada de "Oasis" marcó un antes y un después en la industria del diseño de personajes al estilo "cute". La combinación del estilo característico de Albornoz y Guevara con la estética del reggaetón estableció una nueva pauta en el diseño gráfico, influenciando a otros artistas y diseñadores en su enfoque hacia la creación de personajes adorables y visualmente impactantes.
La colaboración entre J Balvin y estos talentosos artistas venezolanos subraya la diversidad y la riqueza del talento latinoamericano en el ámbito del diseño y la música, consolidando a "Oasis" como un proyecto significativo tanto a nivel visual como musical.

## Lista de canciones
| N.º   | Título                           | Escritor(es)                                                                                | Productor(es)         | Duración |  |
| 1.    | «Mojaita»                        | Benito Martínez, José frabi Osorio y Alejandro Ramírez                                      | Sky                   | 3:07     |  |
| 2.    | «Yo le llego»                    | Martínez, Osorio y FrabiMarco Masís                                                         | Albert Hype, Tainy    | 4:09     |  |
| 3.    | «Cuidao por ahí»                 | Martínez, Osorio, Masís, Frabi y Jesús Nieves                                               | Tainy                 | 3:18     |  |
| 4.    | «Qué pretendes»                  | Martínez, Osorio, Ramír, Frabi, ez y Daniel Taborda                                         | Sky                   | 3:42     |  |
| 5.    | «La canción»                     | Martínez, Osorio, Ramírez y Jose Arroyo                                                     | Nicael Arroyo         | 4:02     |  |
| 6.    | «Un peso» (con Marciano Cantero) | Martínez, Osorio, Masís, Frabi, Ramírez y Horacio Cantero                                   | Tainy                 | 4:37     |  |
| 7.    | «Odio»                           | Martínez, Osorio, Ramírez, Luián Malavé, Hector, Frabi, Ramos, Edgar Semper y Xavier Semper | Sky y Hear This Music | 4:30     |  |
| 8.    | «Como un bebé» (con Mr Eazi)     | Martínez, Osorio, Masís, Frabi, Ramírez y Jose Arce                                         | Legendury Beatz       | 3:38     |  |
| 31:03 |                                  |                                                                                             |                       |          |  |

## Certificaciones
| País (organismo certificador) | Certificación      | Unidades certificadas |
| ----------------------------- | ------------------ | --------------------- |
| España (PROMUSICAE)           | Oro                | 20 000                |
| Estados Unidos (RIAA)         | 8x Platino (Latin) | 480 000               |
| México (AMPROFON)             | Platino            | 60 000                |